# Hrvatski akademski odbojkaški klub Mladost 2017-2018 (femminile)
Questa voce raccoglie le informazioni riguardanti l'Hrvatski akademski odbojkaški klub Mladost nelle competizioni ufficiali della stagione 2017-2018.

## Organigramma societario
Area direttiva
- Presidente: Miro Pavlović

Area tecnica
- Allenatore: Saša Ivanišević
- Allenatore in seconda: Darko Nojić

## Rosa
| N° | Nome                 | Ruolo | Data di nascita   | Nazionalità sportiva |
| -- | -------------------- | ----- | ----------------- | -------------------- |
| 1  | Ana Matić            | L     | 8 settembre 2000  | Croazia              |
| 2  | Katarina Pavičić     | S     | 17 maggio 1999    | Croazia              |
| 3  | Tea Kačić-Bartulović | C     | 21 marzo 1999     | Croazia              |
| 4  | Božana Butigan       | C     | 19 agosto 2000    | Croazia              |
| 5  | Ivona Josipović      | P     | 15 maggio 1998    | Croazia              |
| 6  | Lara Štimac          | P     | 18 agosto 2000    | Croazia              |
| 7  | Katarina Luketić     | O     | 28 settembre 1998 | Croazia              |
| 8  | Antonija Volmut      | S     | 13 aprile 1996    | Croazia              |
| 9  | Iva Pažin            | O     | 14 giugno 2001    | Croazia              |
| 10 | Dinka Kulić          | S     | 2 agosto 1997     | Croazia              |
| 11 | Martina Šamadan      | C     | 11 settembre 1993 | Croazia              |
| 14 | Matea Rajković       | L     | 28 aprile 1991    | Croazia              |
| 15 | Zrinka Lada          | S     | 2 maggio 1999     | Croazia              |
| 18 | Iva Jurišić          | C     | 24 marzo 1994     | Croazia              |
| -  | Marcella Šaini       | P     | 3 ottobre 1992    | Croazia              |
| -  | Luana Božić          | C     | 30 marzo 1996     | Croazia              |